# اورتلر
اورتلر (به ایتالیایی: Ortles) یک کوه در ایتالیا است که در تیرول جنوبی واقع شده‌است. اورتلر ۳٬۹۰۵ متر بالاتر از سطح دریا واقع شده‌است.